# هاکوب کوجویان
هاکوب کاراپتی کوجویان (ارمنی: Հակոբ Կարապետի Կոջոյան؛ ۱۳ دسامبر ۱۸۸۳ – ۲۴ آوریل ۱۹۵۹) یک نقاش و هنرمند اهل ارمنستان بود.
وی بیشتر در سبک‌های نقاشی و هنر کاربردی فعالیت می‌کرد.

## زندگی‌نامه
کوجویان در شهر آخالتسیخه، فرمانداری تفلیس در یک خانواده جواهرساز ارمنی به دنیا آمد.
کوجویان زمانی که هنوز یک پسربچه بود هنرهای حکاکی و زرگری را آموزش دید. در بین سال‌های ۱۹۰۳–۱۹۰۵ میلادی وی در «مدرسه آنتون آزبه» (Anton Azbe) در مونیخ، آلمان، و سپس به مدت دو سال در «آکادمی هنرهای سنت پترزبورگ» در روسیه تحصیل نمود. در سال‌های بعد وی از پاریس دید نمود، در مسکو و ارمنستان (از ۱۹۱۸ میلادی) زندگی کرد.
هاکوب کوجویان در طراحی نشان ملی اولین جمهوری ارمنستان با آلکساندر تامانیان معمار شهیر ارمنی همکاری نمود.
کوجویان بین سال‌های ۱۹۴۵ تا ۱۹۵۴ میلادی در «انستیتو دولتی هنر تئاتر ایروان» تدریس نمود.

## جوایز
وی برنده جوایزی زیر شده‌است.

## نگارخانه

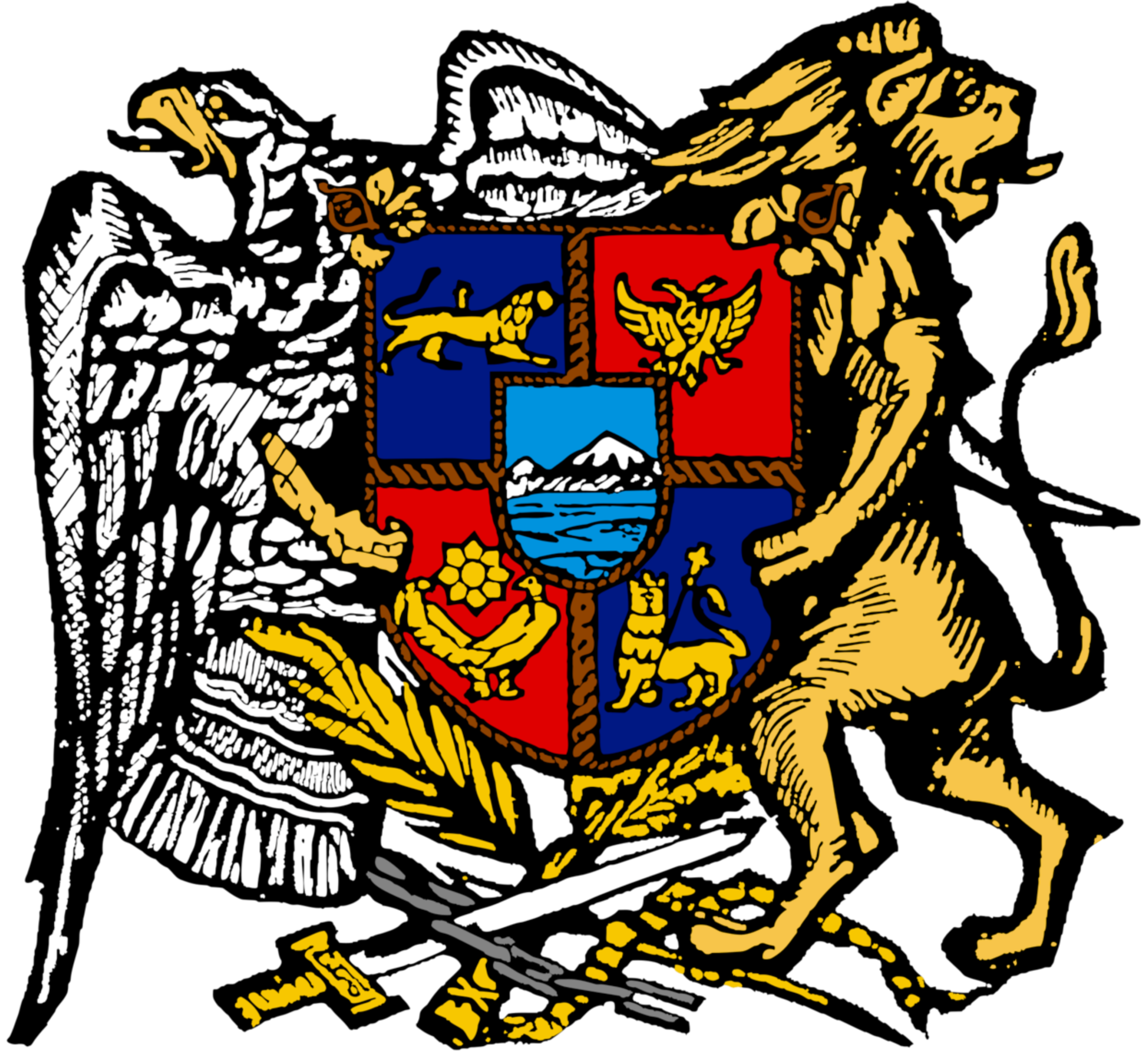
نشان ملی اولین جمهوری ارمنستان